# Porocephalichthys dasyrhynchus
Porocephalichthys dasyrhynchus är en fiskart som först beskrevs av Cohen och Lee Milo Hutchins 1982.  Porocephalichthys dasyrhynchus ingår i släktet Porocephalichthys och familjen Bythitidae. IUCN kategoriserar arten globalt som livskraftig. Inga underarter finns listade i Catalogue of Life.